# Geografisch middelpunt van Vlaanderen

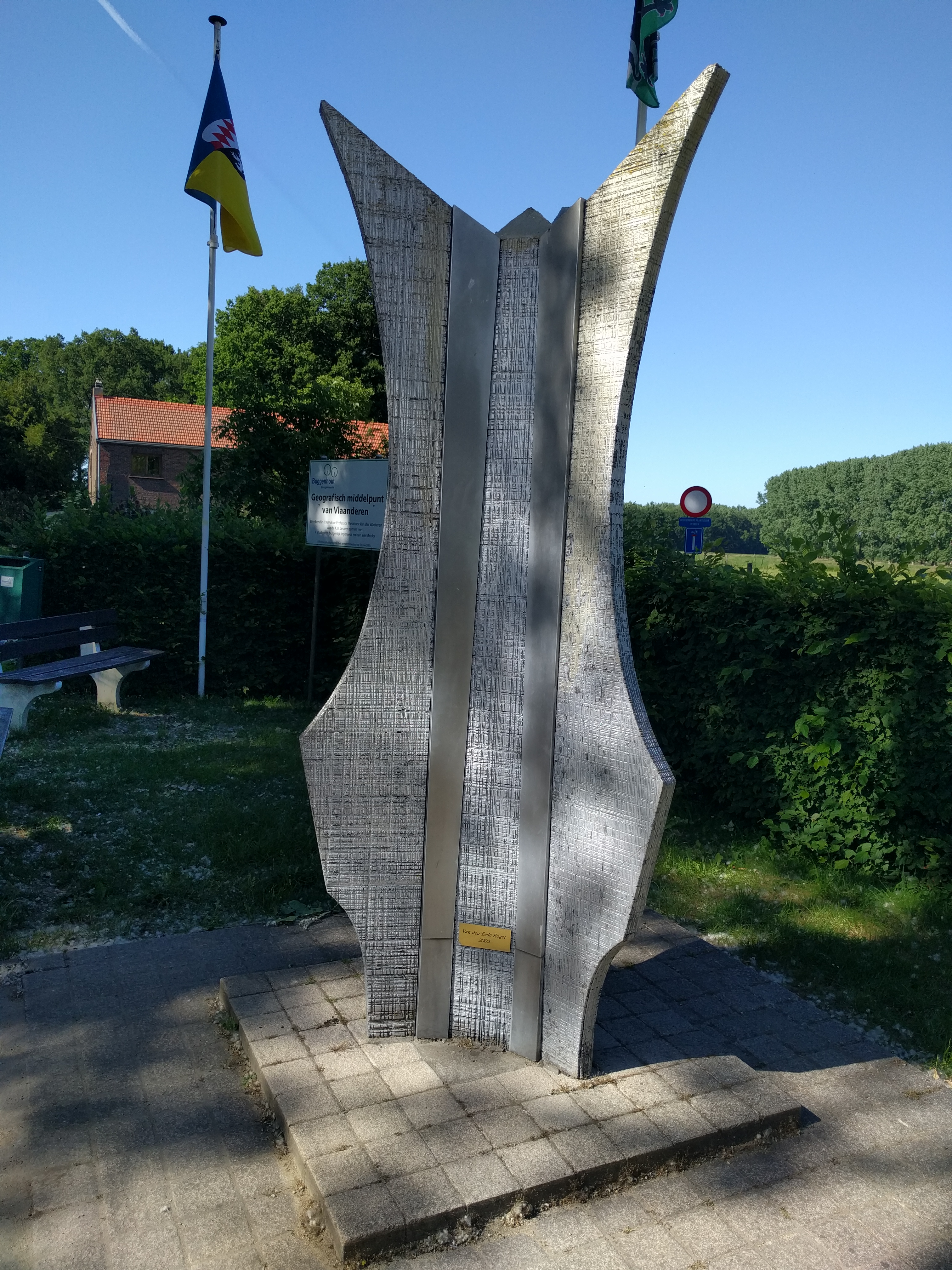
Het standbeeld "Het Middelpunt" van Roger Van den Eede werd in 2003 geplaatst op het geografisch middelpunt van Vlaanderen

Het geografisch middelpunt van Vlaanderen werd bepaald door studenten van de faculteit Toegepaste Wetenschappen van de Leuvense universiteit.
Via gps-metingen en met hulp van de docent wiskunde prof. Theo Van der Waeteren werd in 1999 het middelpunt bepaald: het ligt in het uiterste hoekje van Oost-Vlaanderen, enkele tientallen meters van het eerder bepaalde "drie-provinciënpunt" (Oost-Vlaanderen, Antwerpen en Vlaams-Brabant). Op slechts enkele meters afstand van het grondgebied van Sint-Amands ligt het nog net in Opdorp, deelgemeente van Buggenhout.
De coördinaten zijn: 51° 2′ 16″ NB, 4° 14′ 26″ OL. In 2003 werd op dit punt een monument geplaatst.